# Haludaria
Genre
Haludaria est un genre de poissons d'eau douce téléostéens de la famille des Cyprinidae (ordre des Cypriniformes). Ces poissons sont originaires de l’Inde.

## Liste des espèces
Selon World Register of Marine Species (10 janvier 2024) :
- Haludaria afasciata (Jayaram, 1990)
- Haludaria fasciata (Jerdon, 1849)
- Haludaria kannikattiensis (Arunachalam & Johnson, 2003)
- Haludaria melanampyx (Day, 1865)

## Classification
Le nom valide complet (avec auteur) de ce taxon est Haludaria Pethiyagoda, 2013.
Haludaria a pour synonyme :
- Dravidia Pethiyagoda, Meegaskumbura & Maduwage, 2012

À l’origine ce genre fut nommé « Dravidia » par Pethiyagoda, Meegaskumbura & Maduwage 2012, mais Andy Lehrer avait déjà utilisé ce nom pour des diptères en 2010.

## Étymologie
Le nom générique, Haludaria, a été donné en l'honneur de Haluda, le jeune artiste bengali qui, en 1797, réalisa les illustrations utilisées par Francis Day (1829-1889) dans son livre sur les poissons du Gange, An account of the fishes found in the river Ganges and its branches.

## Publication originale
- (en) R. Pethiyagoda, « Haludaria, a replacement generic name for Dravidia (Teleostei: Cyprinidae) », Zootaxa, Auckland, vol. 3646, no 2,‎ mai 2013, p. 199 (ISSN 1175-5326, e-ISSN 1175-5334, lire en ligne).